# Winton (Minnesota)
Winton es una ciudad ubicada en el condado de St. Louis en el estado estadounidense de Minnesota. En el Censo de 2010 tenía una población de 172 habitantes y una densidad poblacional de 514,8 personas por km².

## Geografía
Winton se encuentra ubicada en las coordenadas 47°55′45″N 91°48′5″O / 47.92917, -91.80139. Según la Oficina del Censo de los Estados Unidos, Winton tiene una superficie total de 0.33 km², de la cual 0.33 km² corresponden a tierra firme y (0%) 0 km² es agua.

## Demografía
Según el censo de 2010, había 172 personas residiendo en Winton. Ocupa una superficie de 0.33 km², lo que determina al año 2010 una densidad de 514,8 hab/km². De los 172 habitantes, Winton estaba compuesto por el 98.84% blancos, el 0% eran afroamericanos, el 0% eran amerindios, el 0% eran asiáticos, el 0% eran isleños del Pacífico, el 0% eran de otras razas y el 1.16% pertenecían a dos o más razas. Del total de la población el 0% eran hispanos o latinos de cualquier raza.